# Statue de la Liberté (Budapest)
Pour les articles homonymes, voir Statue de la Liberté (homonymie).
La statue de la Liberté (en hongrois : Szabadság-szobor) est le nom donné au monument érigé en 1947 en mémoire de la libération de Budapest, la capitale de la Hongrie, par les troupes soviétiques, deux ans auparavant.

## Histoire
La statue de la Liberté de Budapest, située au sommet de la colline de Gellért-hegy, à Budapest, est la plus importante statue d'un groupe de trois statues de bronze érigées en l'honneur des soldats qui ont libéré le pays à la fin de la deuxième guerre mondiale. Elle a été construite en 1947 et a été mise en place afin qu'elle puisse être vus de presque partout à Budapest. Elle montre une figure féminine qui tient au- dessus d'elle une feuille de palmier dans le ciel. La statue est haute de 14 mètres et a environ 40 mètres de haut en comptant son piédestal. Une infirmière hongroise a servi de modèle.
Selon la légende, à l'origine elle tenait une hélice d'avion dans ses mains qui devait rappeler Miklós Horthy fils, un pilote d'essai hongrois qui a été tué au début de la Seconde Guerre mondiale. L'hélice a été, après l'invasion de l'Armée rouge, remplacé en février 1945 par une branche de palmier. En fait la statue se rapproche ainsi d'une version russe d'une statue réalisée également par ce même sculpteur.
Une autre statue montre un « Drachentöter » très puissant qui se bat à poing nu avec un dragon. La troisième statue apporte une torche, c'est-à-dire la flamme de la liberté.
Chaque année le 20 août, des fusées éclairantes sont enflammées à cet endroit pour honorer la fête nationale hongroise.
La statue de la Liberté de Budapest a été, pendant l'ère communiste, l'image proposée par la télévision hongroise (MTV) pour représenter la Hongrie sur le générique hongrois de l'Intervision. Elle est également le motif représenté sur la pièce de 10 forints hongrois (série éditée durant les années 1980 /1990).

## Images

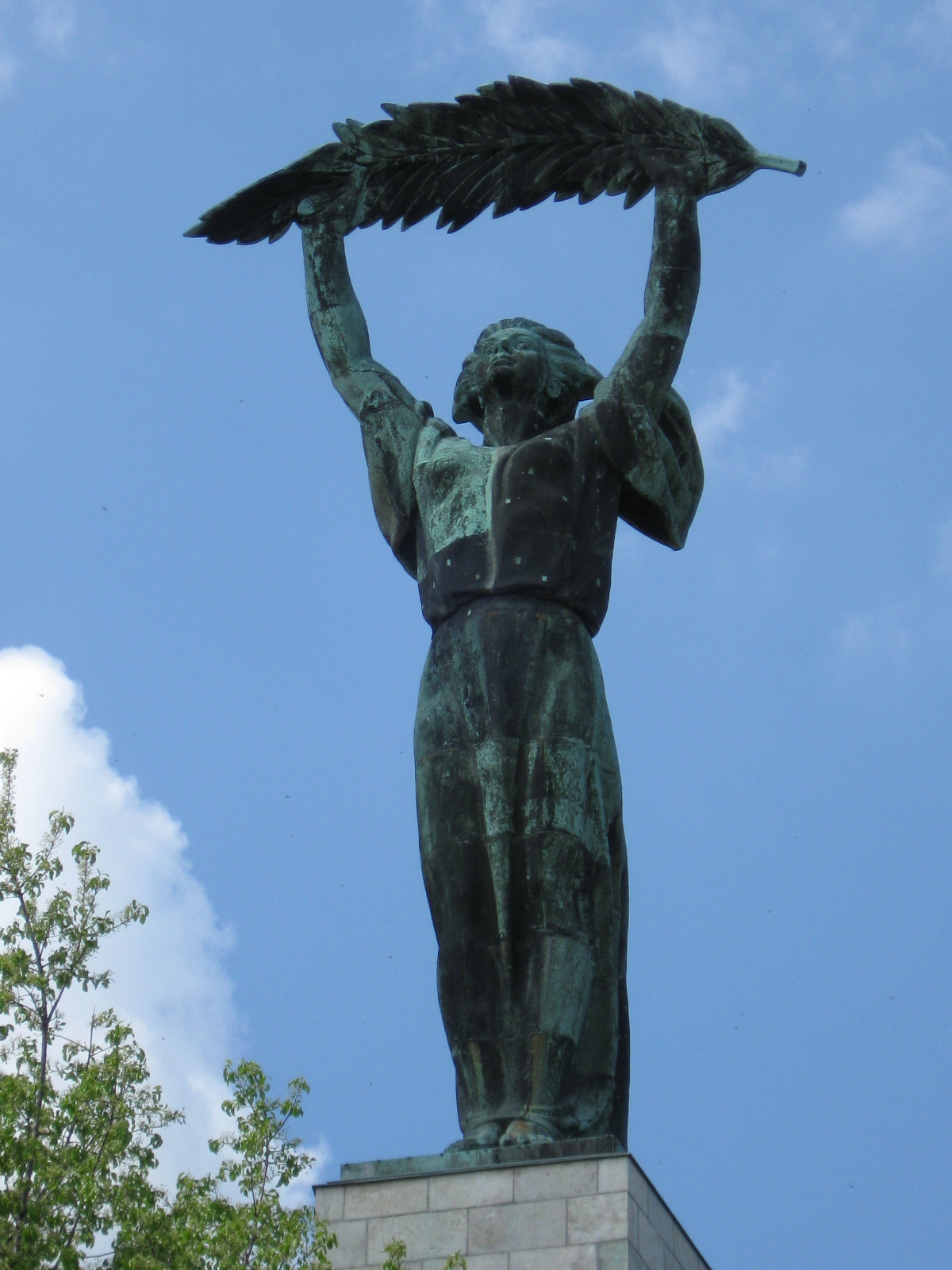
Le personnage principal : la Liberté portant une palme.
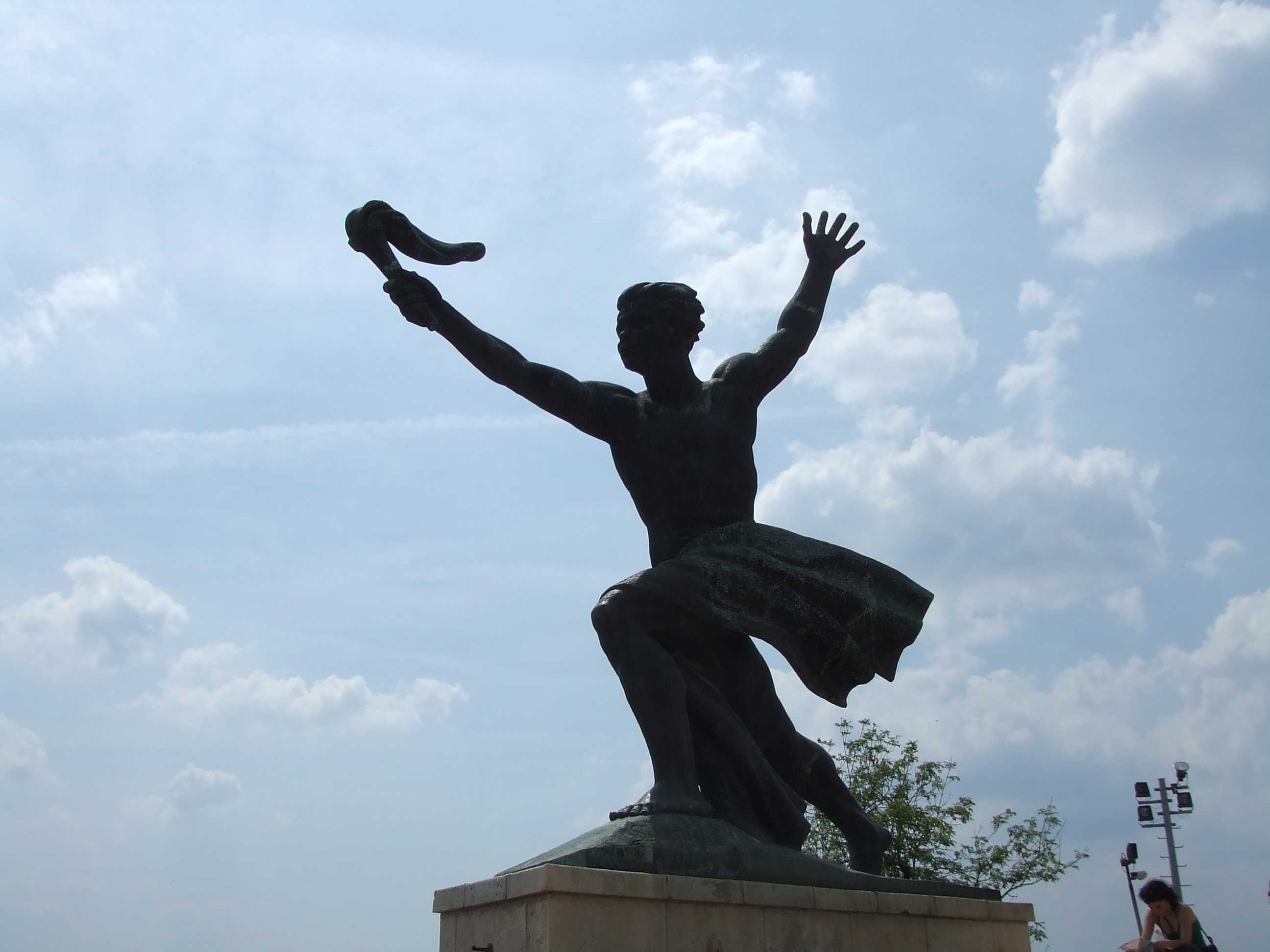
Le personnage de gauche, portant une torche.
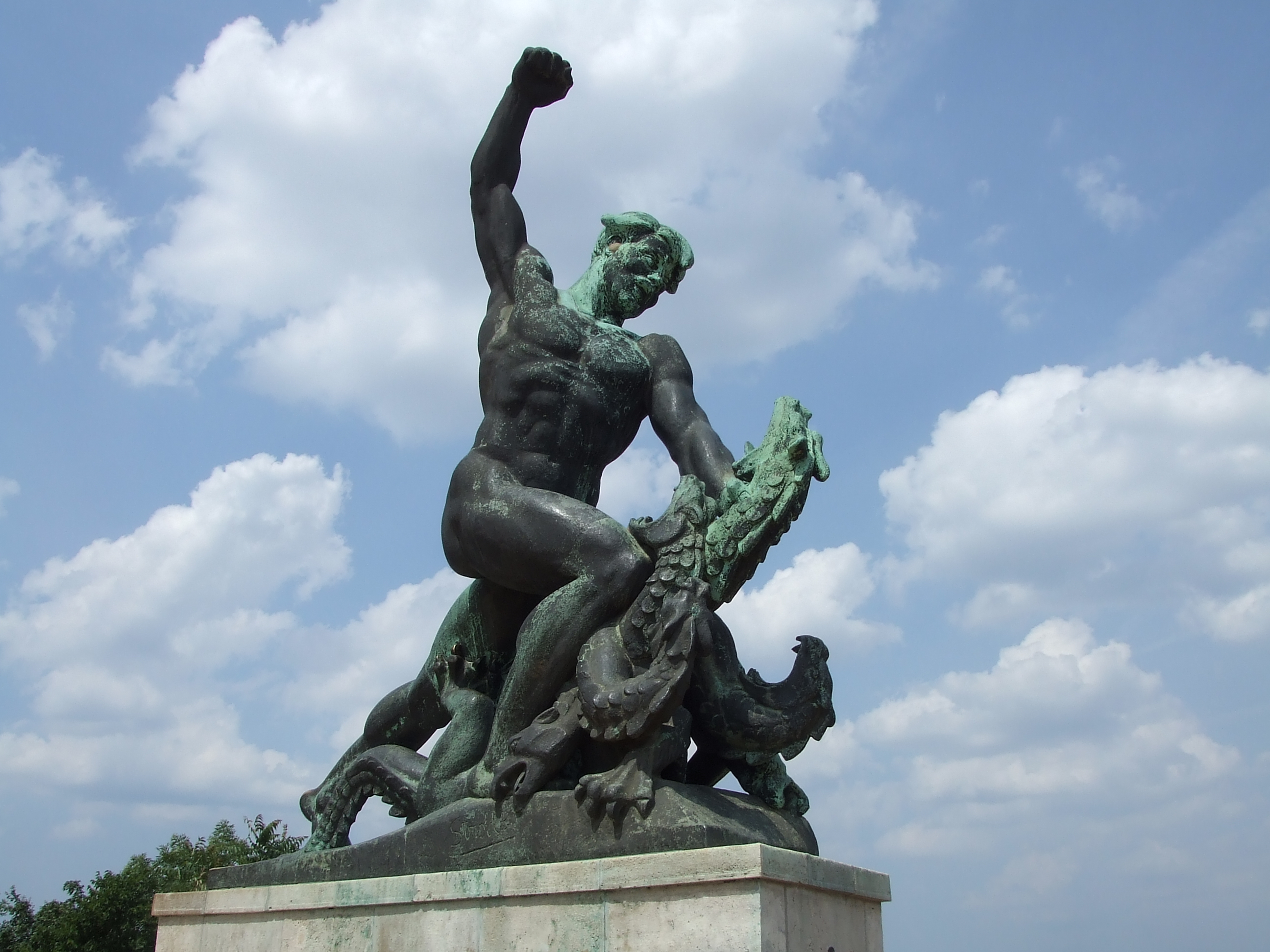
Le personnage de droite, tuant un dragon.
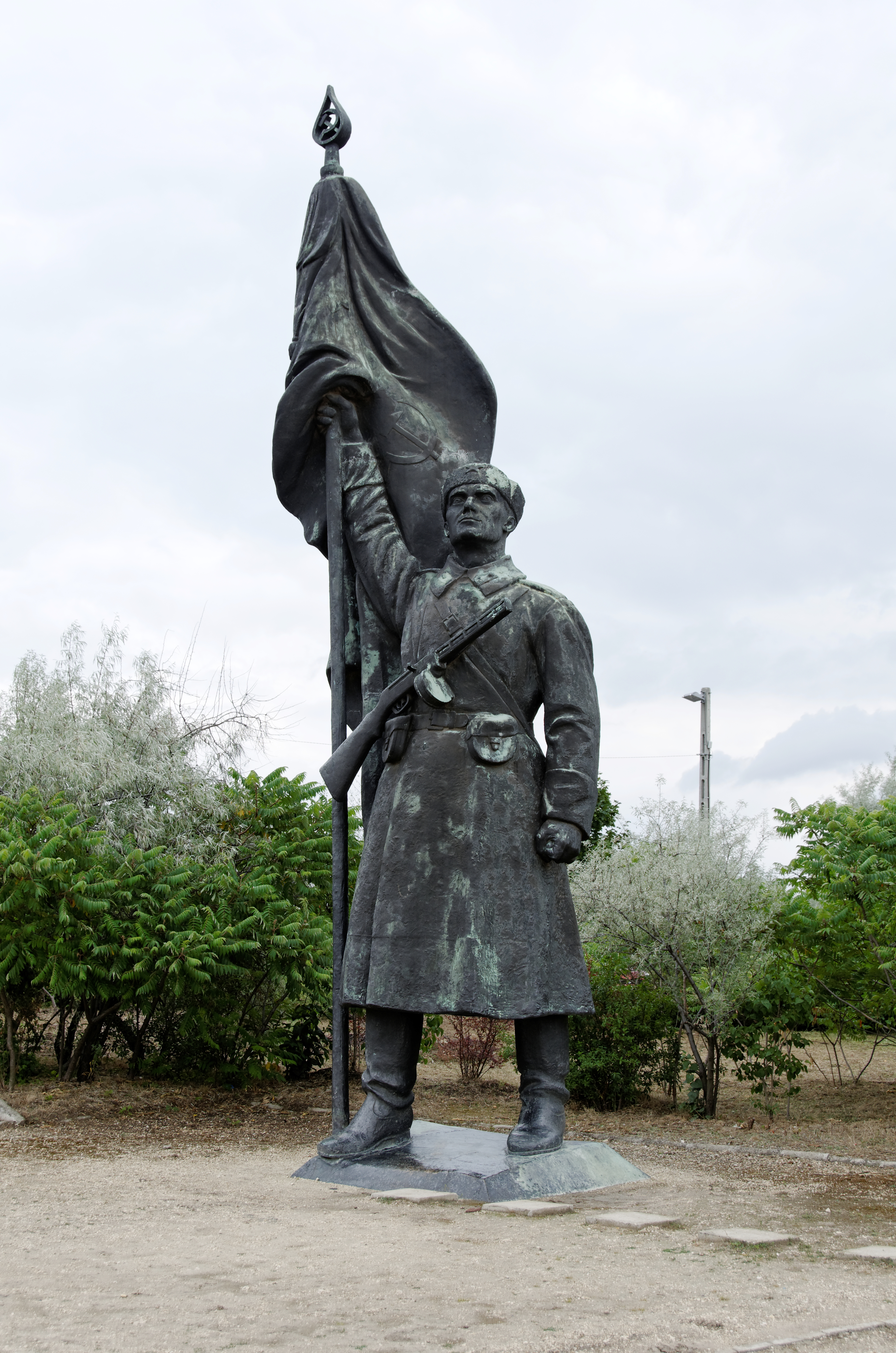
Le soldat soviétique placé en avant-plan jusqu'à la chute du communisme.
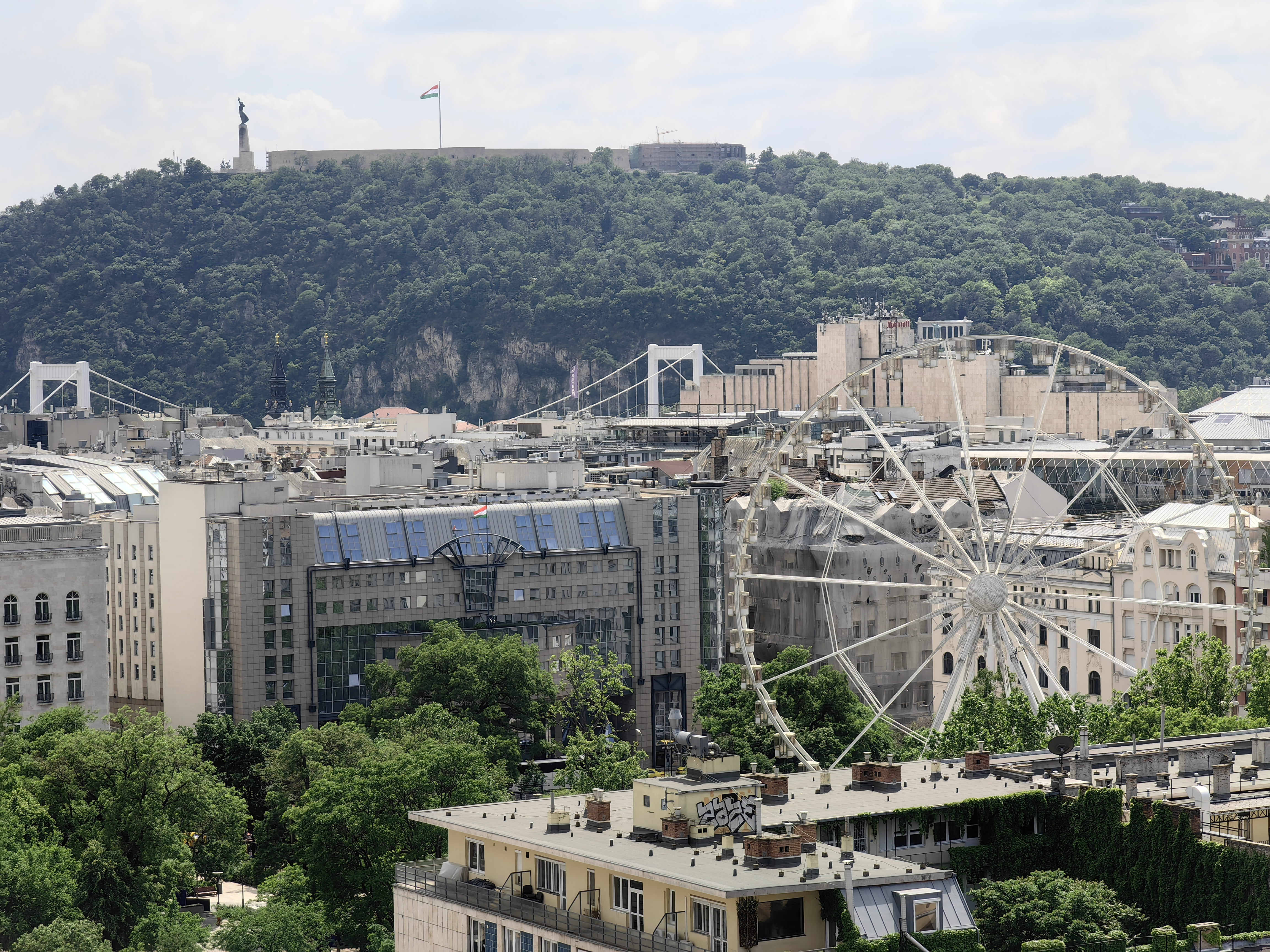
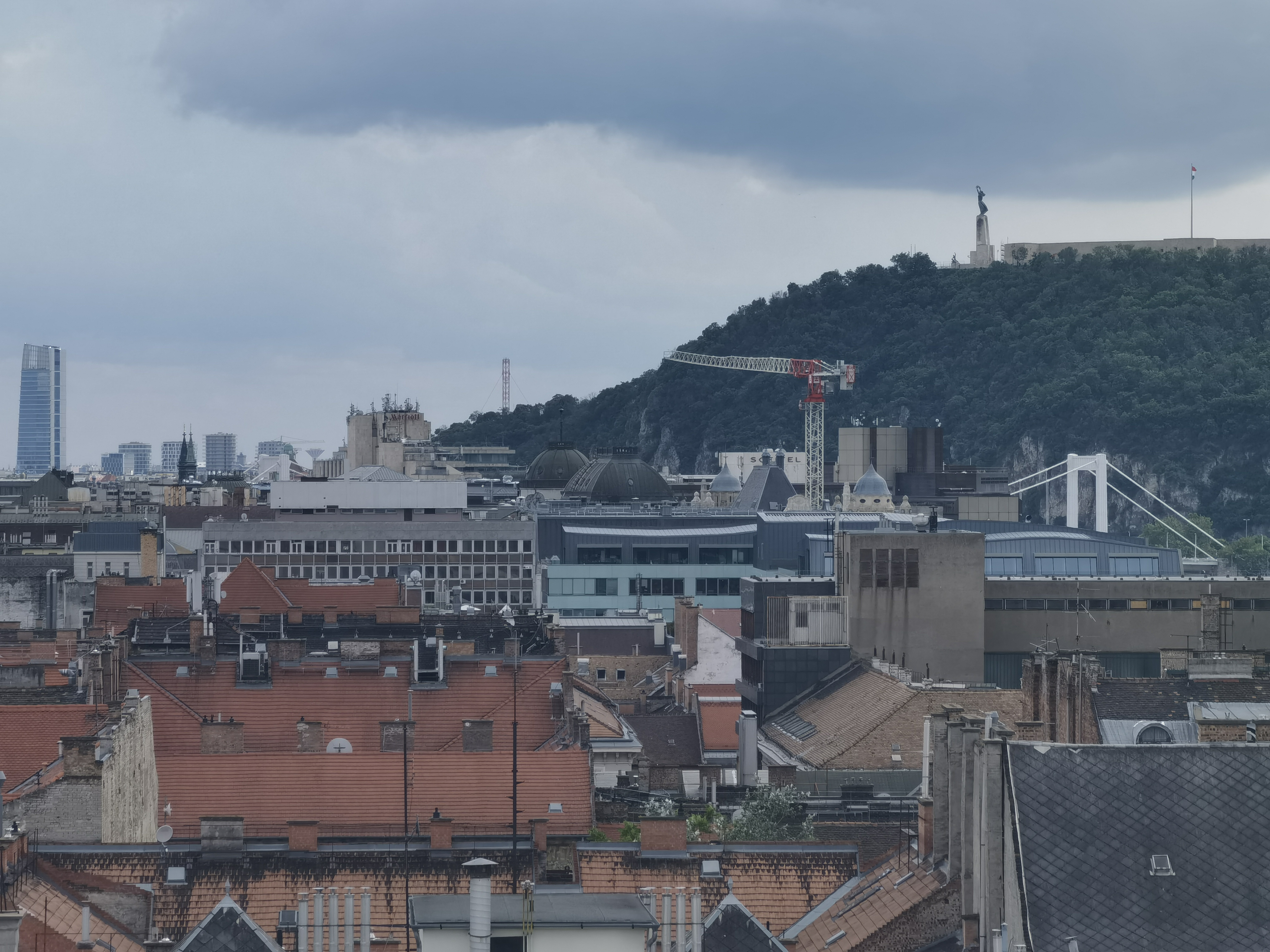
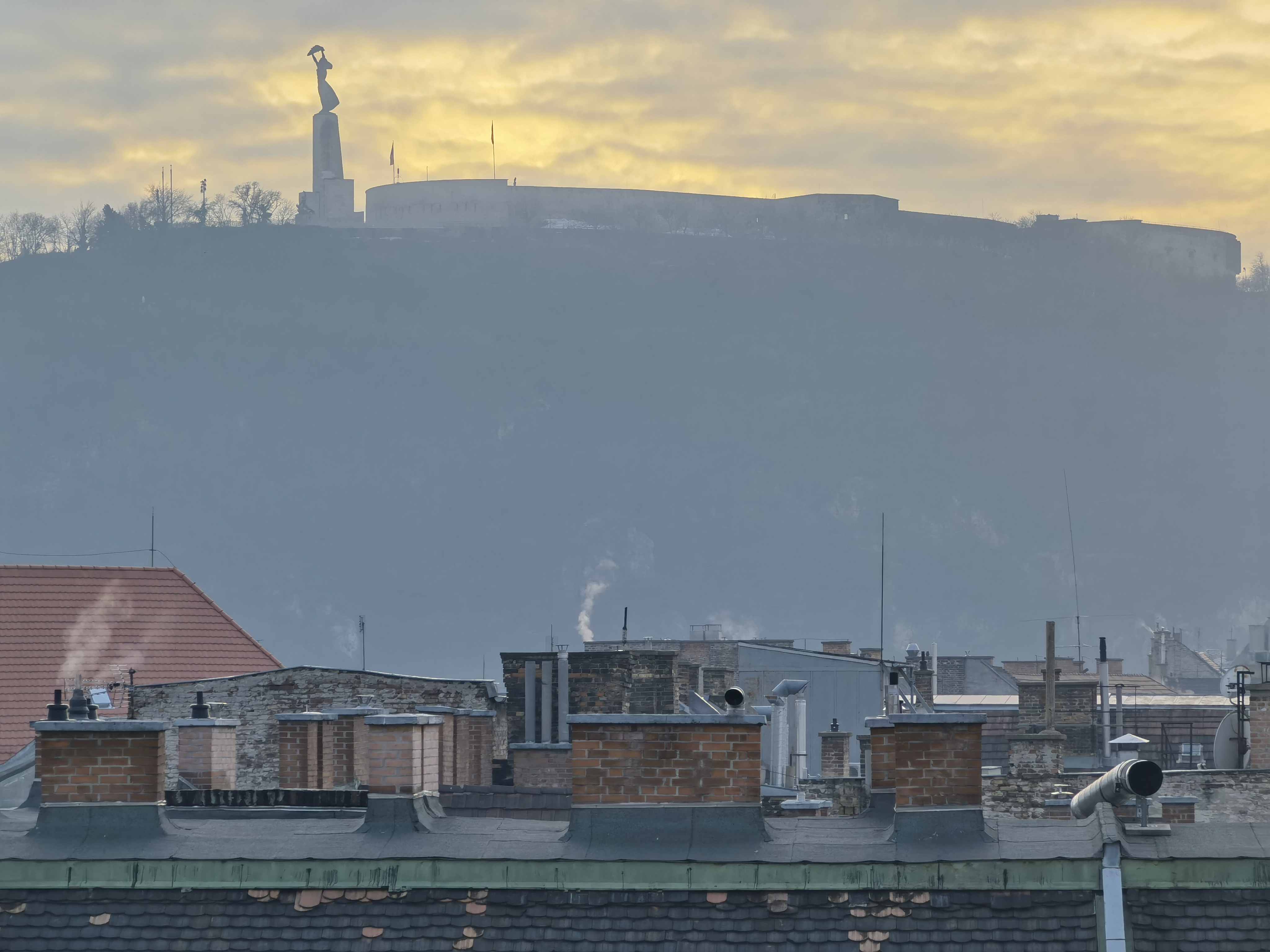
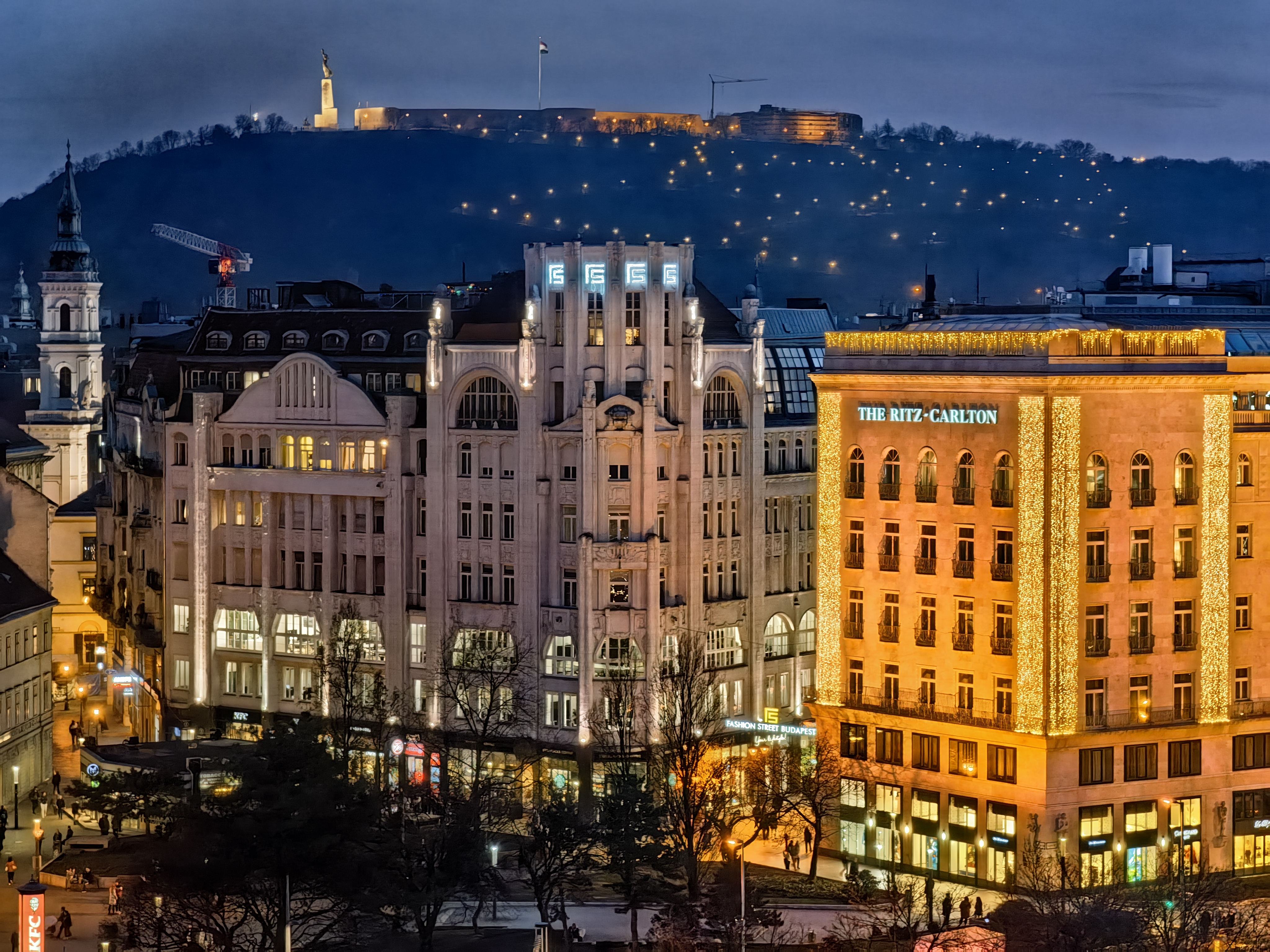
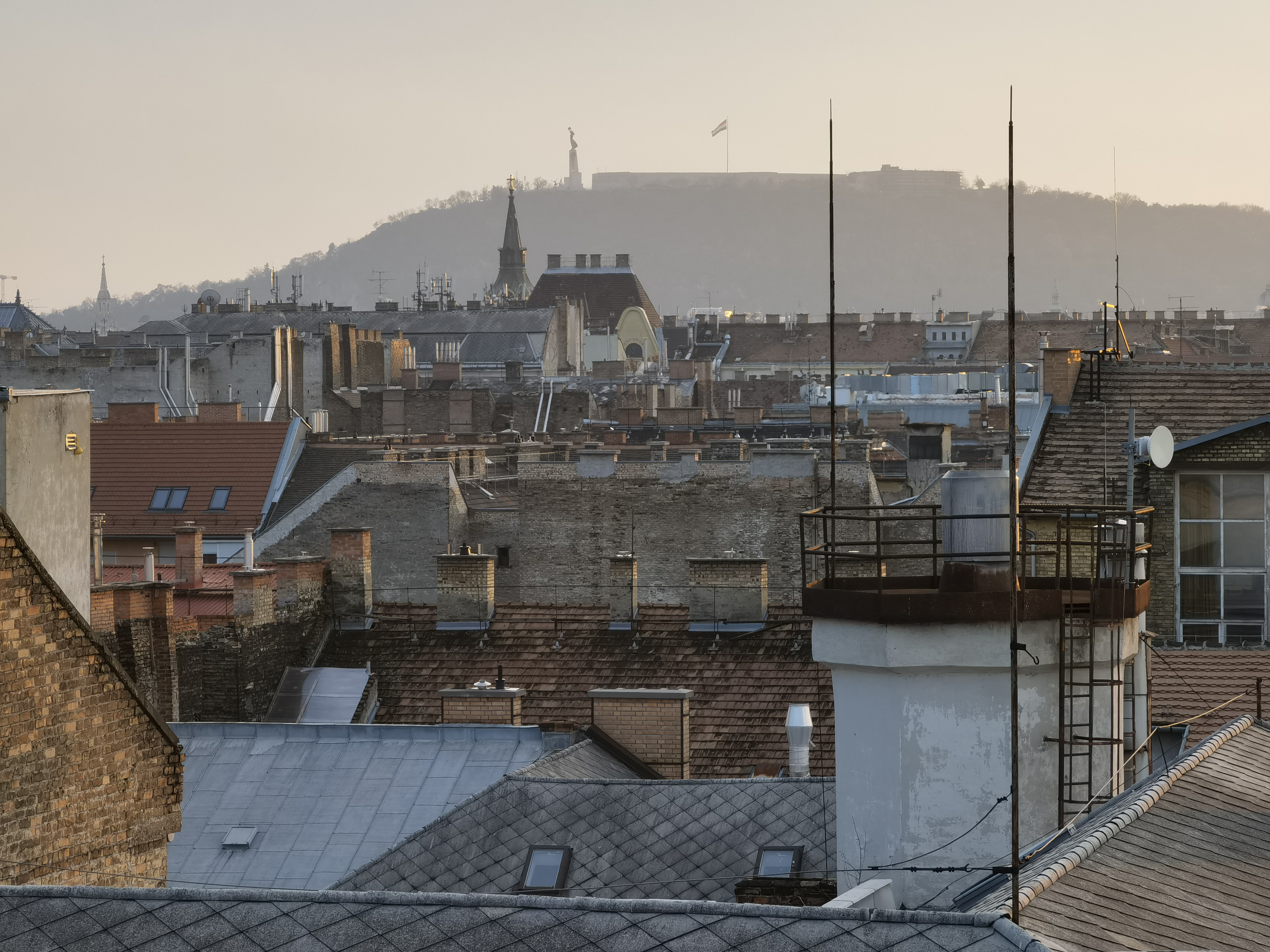